# Phylla
La Fiat Phylla est une voiture électrique, dont le prototype a été produit par Fiat pendant l'année 2008, dans l'objectif de vendre les premiers modèles en 2010. Le véhicule sera destiné en premier à l'aéroport de Turin.
La voiture est alimentée par une pile à combustible à hydrogène d'une puissance de 1 kW et dispose de batteries lithium-ion et d'un système d'alimentation photovoltaïque complémentaire d'une puissance de 3,40 kW. Le temps de charge de la batterie est de 4 heures. 
Le frein du véhicule est à commande électrique, cependant la direction est mécanique.
Son autonomie est de :
- 18 km avec uniquement les cellules photovoltaïques qui couvrent la voiture,
- 220 km avec les batteries autonomes de base.

La carrosserie est constituée de matériaux entièrement recyclables
La voiture est le fruit de l'étude menée par le Centro Ricerche Fiat, le Politecnico de Turin et un groupement d'entreprises piémontaises spécialisées dans les matériaux composites et l'énergie électrique renouvelable.